# Вплив космічного польоту на людське тіло

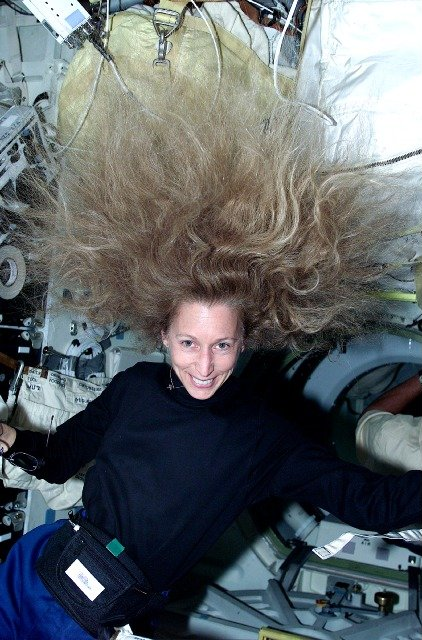
Американська астронавтка Марша Айвінс демонструє вплив мікрогравітації на своє волосся в космосі

Вплив космічного польоту на організм людини складний і значною мірою шкідливий як у короткостроковій, так і в довгостроковій перспективі.

## Загальна характеристика
Значні несприятливі наслідки тривалої невагомості включають атрофію м’язів і погіршення стану скелета (остеопенія космічного польоту). Інші вагомі наслідки включають уповільнення функцій серцево-судинної системи, зниження виробництва еритроцитів (космічна анемія), розлади рівноваги, розлади зору та зміни в імунній системі. Додаткові симптоми включають перерозподіл рідини (спричиняючи вигляд "moon face" (місячне обличчя), типовий на фотографіях космонавтів, які перебувають у невагомості), втрату маси тіла, закладеність носа, порушення сну та надмірне газоутворення. Загалом NASA називає різні шкідливі наслідки космічних польотів для людського організму абревіатурою RIDGE (тобто з англ. «космічне випромінювання, ізоляція і обмеження, відстань від Землі, гравітаційні поля та вороже і закрите середовище»).
Протягом століть інженерні проблеми, пов'язані з покиданням Землі та розробкою космічних силових установок, були предметом досліджень, а мільйони годин були витрачені на цю тему. Останні роки призначені збільшенню обсягів досліджень щодо того, як люди можуть існувати та працювати в космосі протягом тривалого та, можливо, необмеженого періоду часу. Це завдання вимагає участі фізичних і біологічних наук і тепер є найбільшою проблемою, за винятком фінансових аспектів, що виникає у сфері досліджень космосу людиною. Основним кроком для подолання цієї проблеми є спроба зрозуміти наслідки та вплив тривалого космічного подорожування на організм людини.
У жовтні 2015 року Офіс генерального інспектора НАСА опублікував звіт про небезпеку для здоров’я, пов’язану з дослідженням космосу, включаючи місію людини на Марс.
12 квітня 2019 року NASA повідомило про медичні результати дослідження близнюків-астронавтів, де один близнюк- астронавт провів рік у космосі на Міжнародній космічній станції, а інший — на Землі, що продемонструвало кілька тривалих змін, зокрема ті, що пов'язані зі змінами в ДНК і когнітивних функціях, коли один близнюк порівнювався з іншим.
У листопаді 2019 року дослідники повідомили, що на борту Міжнародної космічної станції у астронавтів виникли серйозні проблеми з кровотоком і згортанням тромбів, виходячи з шестимісячного дослідження 11 здорових астронавтів. За словами дослідників, результати можуть вплинути на довгострокові космічні польоти, включаючи місію на планету Марс.

## Фізіологічні ефекти
Багато умов навколишнього середовища, з якими стикаються люди під час космічного польоту, дуже відрізняються від тих, у яких люди еволюціонували; однак технологія, така як космічний корабель або скафандр, спрожна захистити людей від найсуворіших умов. Нагальні потреби в придатному для дихання повітрі та питній воді задовольняються системою життєзабезпечення, групою пристроїв, які дозволяють людям виживати у відкритому космосі. Система життєзабезпечення надає повітря, воду та їжу. Вона також повинна підтримувати температуру та тиск у прийнятних межах і боротися з відходами організму. Також необхідний захист від шкідливих зовнішніх впливів, таких як радіація та мікрометеорити.
Деякі небезпеки важко пом’якшити, наприклад невагомість, яку також визначають як середовище мікрогравітації. Життя в такому середовищі впливає на організм трьома важливими способами: втратою пропріоцепції, зміною розподілу рідини та погіршенням опорно-рухового апарату.
2 листопада 2017 року вчені повідомили, що на підставі досліджень МРТ у астронавтів, які здійснили подорожі в космос, були виявлені значні зміни в положенні та структурі мозку. Астронавти, які здійснювали тривалі космічні подорожі, асоціювалися з більшими змінами мозку.
У жовтні 2018 року дослідники, які фінансуються NASA, виявили, що тривалі подорожі у відкритий космос, включаючи подорож на планету Марс, можуть суттєво пошкодити шлунково-кишкові тканини астронавтів. Дослідження підтверджують попередні роботи, які показали, що такі подорожі можуть значно пошкодити мозок астронавтів і передчасно їх зістарити.
У березні 2019 року NASA повідомило, що латентні віруси в організмі людини можуть активуватися під час космічних місій, що, можливо, збільшить ризик для астронавтів у майбутніх місіях у глибокому космосі.

### Дослідження
Космічна медицина - це медична практика, яка розвивається та вивчає здоров'я космонавтів, які живуть у відкритому космосі. Основна мета цього наукового дослідження — з’ясувати, наскільки добре та як довго люди можуть виживати в екстремальних умовах у космосі та як швидко вони можуть повторно адаптуватися до земного середовища після повернення з космосу. Космічна медицина також прагне розробити профілактичні та паліативні заходи для полегшення страждань, спричинених життям у середовищі, до якого люди погано пристосовані.

### Підйом і повернення
Під час зльоту та входження в космос, космічні пілоти можуть відчувати силу тяжіння, що кілька разів перевищує звичайні значення. Зазвичай непідготовлена людина може витримати приблизно 3g, але при значеннях 4-6g може втратити свідомість. Вертикальну G-силу важче переносити, ніж силу, яка перпендикулярна до хребта, оскільки кров відтікає від мозку та очей. Спочатку спостерігається тимчасова втрата зору, а при великих перевантаженнях може наступити втрата свідомості. Тренування за допомогою G-force і використання G-костюма, який стискає тіло для утримання більшої кількості крові в голові, можуть полегшити ці ефекти. Більшість космічних апаратів спроектовані так, щоб підтримувати перевантаження в комфортних межах.

### Космічні середовища
Космічне середовище є смертельним без відповідного захисту: найбільша загроза у космічному вакуумі походить від тиску та нестачі кисню, хоча температура та радіація також становлять ризик. Наслідки перебування в космосі можуть призвести до ебулізму, гіпоксії, гіпокапнії та декомпресійної хвороби. Крім цього, існує також клітинна мутація та руйнування фотонами високої енергії та субатомними частинками, які присутні в оточенні. Декомпресія є серйозною проблемою під час позакорабельної діяльності (EVA) астронавтів. Поточні конструкції підрозділів позатранспортної мобільності (EMU) враховують це та інші проблеми та з часом вдосконалюються. Ключовою проблемою були конкуруючі інтереси збільшення мобільності астронавтів (яка зменшується за допомогою ЕМВ високого тиску, аналогічно труднощам деформації надутої повітряної кулі відносно спущеної) та мінімізації ризику декомпресії. Дослідники  розглянули можливість підвищення тиску в окремому головному пристрої до стандартного тиску в кабіні 71 кПа (10,3 фунтів на квадратний дюйм) на відміну від поточного тиску в цілому EMU 29,6 кПа (4,3 psi). У такій конструкції тиск на тулуб можна досягти механічно, уникаючи зменшення рухливості, пов’язаного з пневматичним тиском.

#### Вакуум

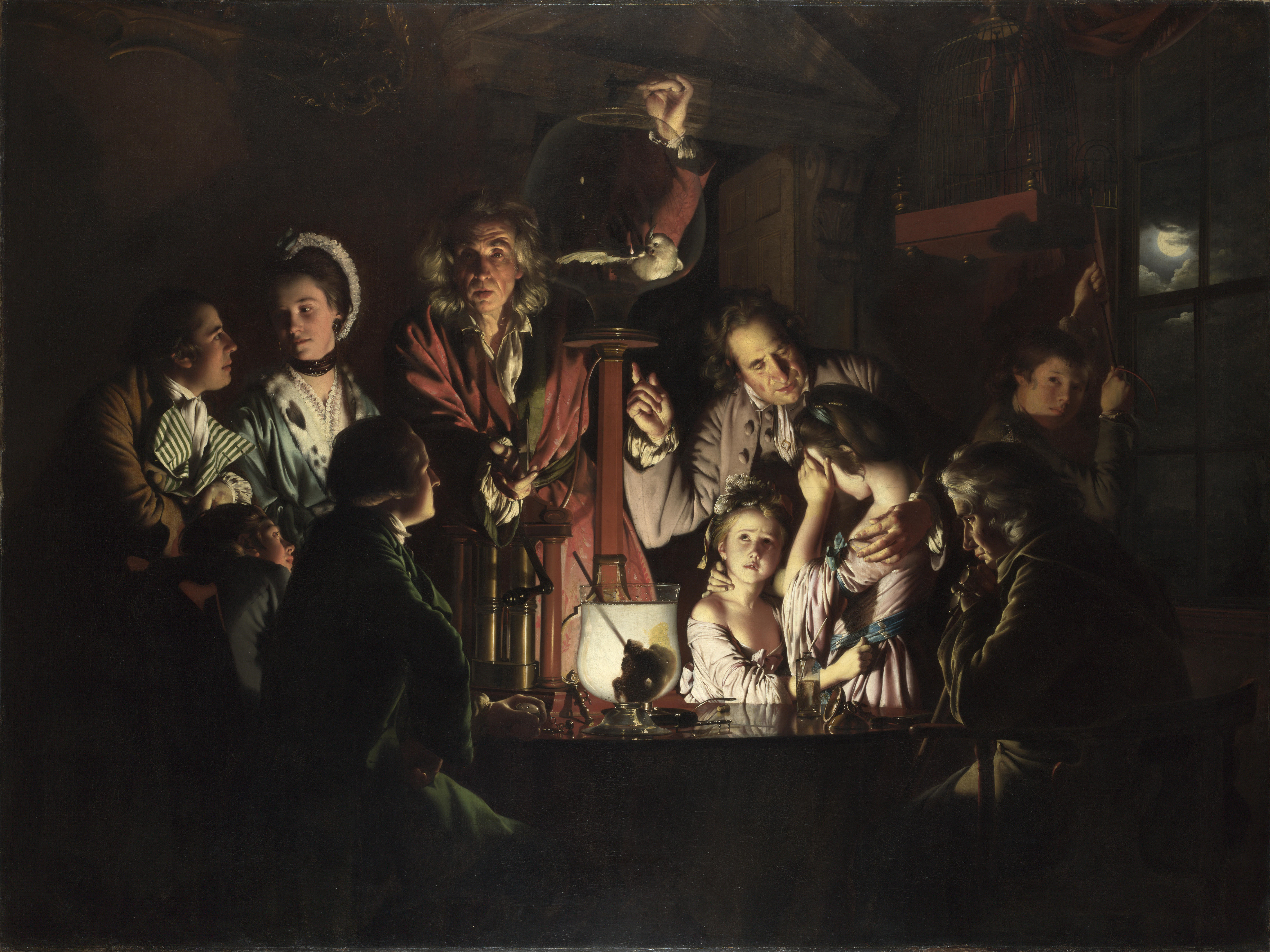
Ця картина 1768 року «Експеримент із птахом у повітряному насосі» Джозефа Райта з Дербі зображує експеримент, проведений Робертом Бойлем у 1660 році для перевірки впливу вакууму на живу систему.

Фізіологія людини пристосована до життя в атмосфері Землі, тому в повітрі, яким ми дихаємо, потрібна певна кількість кисню. Якщо організм не отримує достатньо кисню, то космонавт ризикує втратити свідомість і померти від гіпоксії. У вакуумі космічного простору газообмін у легенях триває, але призводить до видалення всіх газів, включаючи кисень, з кровотоку. Через 9-12 секунд дезоксигенована кров досягає мозку, що призводить до втрати свідомості. Вплив вакууму до 30 секунд навряд чи спричинить постійне фізичне пошкодження. Експерименти на тваринах показують, що швидке і повне одужання є нормальним при впливі менше 90 секунд, тоді як більш тривалий вплив на все тіло є смертельним, а реанімація ніколи не була успішною. Існує лише обмежена кількість доступних даних про нещасні випадки з людьми, але вони узгоджуються з даними щодо тварин. Кінцівки можуть бути відкриті набагато довше, якщо дихання не порушене.
У грудні 1966 року аерокосмічний інженер і піддослідний Джим Леблан з NASA брав участь у випробуванні, щоб побачити, наскільки добре прототип скафандра під тиском працюватиме в умовах вакууму. Щоб імітувати вплив космосу, НАСА сконструювало масивну вакуумну камеру, з якої можна було викачати все повітря. У якийсь момент під час випробувань напірний шланг Леблана від’єднався від скафандра. Незважаючи на те, що це спричинило падіння тиску в його костюмі з 3,8 psi (26,2 кПа) до 0,1 psi (0,7 кПа) менш ніж за 10 секунд Леблан залишався у свідомості приблизно 14 секунд, перш ніж втратити свідомість через гіпоксію; значно нижчий зовнішній тиск викликає швидку деоксигенацію крові. «Коли я спотикався назад, я відчув, як слина на моєму язику починає пузиритися перед тим, як я втратив свідомість, і це останнє, що я пам’ятаю», — згадує Леблан. Колега увійшов до камери протягом 25 секунд і дав Леблану кисень. Тиск у камері було оновлено за 1 хвилину замість звичайних 30 хвилин. Леблан майже одразу одужав, відбувся лише болем у вусі й не отримав невиправних пошкоджень.
Іншим наслідком від вакууму є стан, відомий як ебулізм, що виникає внаслідок утворення бульбашок у рідинах організму через знижений тиск у навколишньому середовищі. Пара може розширити тіло вдвічі більше, ніж його звичайний розмір, сповільнюючи кровообіг, але тканини достатньо еластичні та пористі, щоб запобігти розриву. Технічно ебулізм вважається початковим на висоті приблизно 19 кілометрів або при тиску менше 6,3 кПа (47 мм рт. ст.), відомого як межа Армстронга.
Експерименти з іншими тваринами виявили ряд симптомів, які можуть також відноситися до людей. Найлегший з них - замерзання виділень тіла внаслідок охолодження через випаровування. Серйозні симптоми, такі як втрата кисню в тканинах, недостатність кровообігу  та млявий параліч, можуть виникнути приблизно через 30 секунд. Легені також руйнуються під час цього процесу, але продовжують виділяти водяну пару, що спричиняє охолодження та утворення льоду в дихальних шляхах.  За приблизними розрахунками, людині залишається близько 90 секунд для повторного стиснення, після чого смерть може бути неминучою.
Набряк, викликаний ебулізмом, можна зменшити шляхом тримання в льотному костюмі, який є обов'язковим для запобігання ебулізму на висоті понад 19 кілометрів. Під час програми «Спейс Шаттл» астронавти використовували приталений еластичний одяг, відомий як «Костюм захисту екіпажу від висоти» (CAPS), який запобігав ебулізму при тиску до 2 кПа (15 мм рт. ст.).
Єдині люди, які, як відомо, померли від впливу вакууму в космосі, це три члени екіпажу космічного корабля «Союз-11»; Владислав Волков, Георгій Добровольський та Віктор Пацаєв. Під час підготовок до виходу з орбіти 30 червня 1971 року несподівано відкрився клапан вирівнювання тиску в модулі спускання космічного корабля на висоті 168 кілометрів (551 000 фут), що призвело до швидкої розгерметизації та подальшої загибелі всього екіпажу.

#### Температура
У вакуумі немає середовища для відведення тепла від тіла шляхом провідності або конвекції. Втрата тепла відбувається через випромінювання від температури людини 310 К до космічного простору 3 К. Це повільний процес, особливо в одягненій людині, тому немає небезпеки негайного замерзання. Швидке випаровування вологи шкіри у вакуумі може спричинити іній, особливо в роті, але це не становить значної небезпеки.
Вплив інтенсивного випромінювання прямого, нефільтрованого сонячного світла призведе до локального нагрівання, хоча це, ймовірно, буде добре розподілено провідністю тіла та кровообігом. Однак інше сонячне випромінювання, особливо ультрафіолетове, може спричинити важкі сонячні опіки.

#### Радіація

Порівняння доз радіації – включає кількість, виявлену під час подорожі від Землі до Марса RAD на MSL (2011–2013).

Без захисту атмосфери Землі та магнітосфери астронавти піддаються впливу високого рівня радіації. Вона пошкоджує лімфоцити, клітини, які беруть активну участь у підтримці імунної системи; це пошкодження сприяє зниженому імунітету космонавтів. Радіація також нещодавно була пов’язана з більшою частотою катаракти у астронавтів. Крім захисту низької навколоземної орбіти, галактичні космічні промені створюють додаткові виклики для польотів людини в космос , оскільки загроза здоров’ю від космічних променів значно збільшує шанси раку протягом десяти років або більше опромінення. Дослідження, проведене за підтримки NASA, показало, що радіація може завдати шкоди мозку астронавтів і прискорити розвиток хвороби Альцгеймера. Спалахи на Сонці (хоч і рідкісні) можуть спричинити смертельну дозу радіації за лічені хвилини. Вважається, що захисне екранування та захисні препарати можуть зрештою знизити ризики до прийнятного рівня.
Екіпаж Міжнародної космічної станції (МКС) частково захищений від космічного середовища магнітним полем Землі, оскільки магнітосфера відхиляє сонячний вітер навколо Землі та МКС. Тим не менш, сонячні спалахи досить потужні, щоб деформувати та пробивати магнітний захист, тому все ще становлять небезпеку для екіпажу. Екіпаж Експедиції 10 як запобіжний захід сховався в 2005 році в більш захищеній частині станції, призначеній для цієї мети. Однак, окрім обмеженого захисту магнітосфери Землі, міжпланетні місії людей набагато вразливіші. Лоуренс Таунсенд з Університету Теннессі та інші досліджували найпотужніший сонячний спалах із усіх зареєстрованих. Дози радіації, які астронавти отримають від спалаху такого масштабу, можуть викликати гостру променеву хворобу і, можливо, навіть смерть.
Науковці стурбовані тим, що тривалі космічні польоти можуть уповільнити здатність організму захищатися від хвороб. Радіація може проникати в живу тканину і спричиняти як короткострокове, так і довгострокове пошкодження стовбурових клітин кісткового мозку, які створюють кров та імунну системи. Зокрема, це викликає «хромосомні аберації» в лімфоцитах. Оскільки ці клітини займають центральне місце в імунній системі, будь-яке пошкодження послаблює імунну систему, а це означає, що, додатково до підвищеної вразливості до нових впливів, віруси, які вже є в організмі, і які зазвичай пригнічуються, стають активними. У космосі Т-клітини (форма лімфоцитів) менш здатні до належного розмноження, а Т-клітини, які розмножуються, менш здатні боротися з інфекцією. З часом імунодефіцит призводить до швидкого поширення інфекції серед членів екіпажу, особливо в замкнутих зонах систем космічного польоту.
31 травня 2013 року вчені NASA повідомили, що можлива місія людини на Марс  може включати великий радіаційний ризик, виходячи з кількості енергійного випромінювання частинок, виявленого RAD у Марсіанській науковій лабораторії під час подорожі із Землі на Марс у 2011 році. –2012.
У вересні 2017 року NASA повідомило про те, що рівень радіації на поверхні планети Марс тимчасово подвоївся та був пов’язаний із полярним сяйвом, у 25 разів яскравішим, ніж будь-яке спостережене раніше, через масивну та несподівану сонячну бурю в середині місяця.

### Невагомість

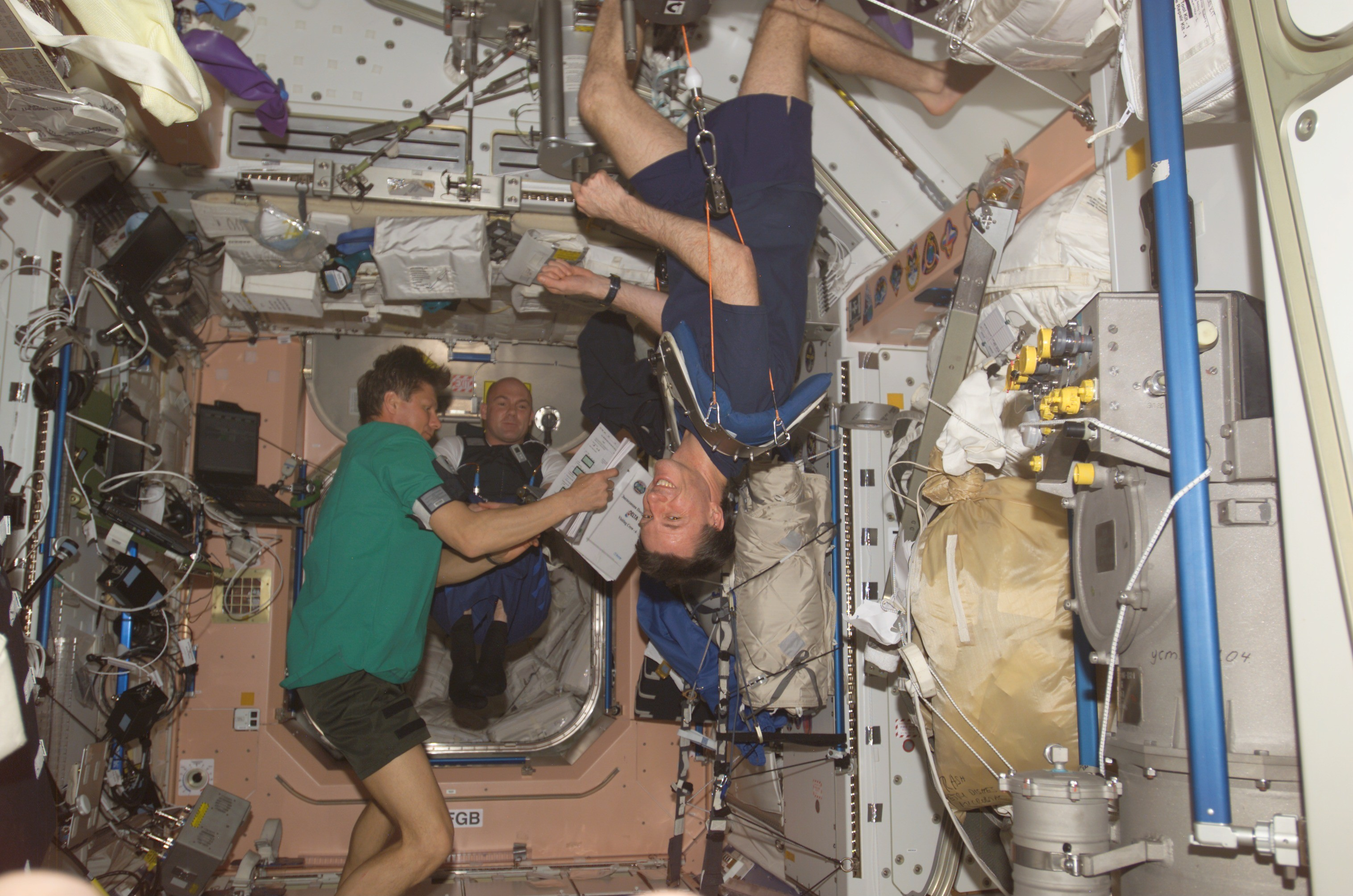
Астронавти на МКС в умовах невагомості. На передньому плані можна побачити Майкла Фоула, який тренується.

Після появи космічних станцій, які можуть бути населені протягом тривалого періоду часу, було продемонстровано, що перебування в невагомості має певний шкідливий вплив на здоров’я людини. Людина добре пристосована до фізичних умов на поверхні Землі, тому у відповідь на невагомість різні фізіологічні системи починають змінюватися, а в деяких випадках і атрофуватися. Хоча ці зміни зазвичай тимчасові, деякі з них мають довгостроковий вплив на здоров’я людини.
Короткочасний вплив мікрогравітації викликає синдром просторової адаптації, самообмежувальну нудоту, спричинену розладом вестибулярного апарату. Тривале опромінення викликає численні проблеми зі здоров’ям, однією з найбільш значних є втрата кісткової та м’язової маси. Згодом ці декондиційні ефекти можуть погіршити працездатність астронавтів, підвищити ризик отримання травм, зменшити аеробну здатність і сповільнити роботу серцево-судинної системи. Оскільки людське тіло складається здебільшого з рідин, гравітація прагне притиснути їх до нижньої половини тіла, і наші тіла мають багато систем, щоб врівноважити цю ситуацію. Звільнившись від сили тяжіння, ці системи продовжують працювати, викликаючи загальний перерозподіл рідини у верхній половині тіла. Це є причиною «одутлості» округлого обличчя, яка спостерігається у астронавтів  , і може сприяти спостереженню за зміненим контролем моторики мови у астронавтів. Саме перерозподіл рідини в організмі викликає порушення рівноваги, спотворення зору, втрату смаку та нюху.
Експеримент Space Shuttle у 2006 році виявив, що Salmonella typhimurium, бактерія, яка може спричиняти харчові отруєння, стає більш вірулентною під час культивування в космосі. 29 квітня 2013 року вчені з Політехнічного інституту Ренсселера, фінансованого NASA, повідомили, що під час космічного польоту на Міжнародній космічній станції мікроби, здається, адаптуються до космічного середовища у спосіб, який «не спостерігається на Землі», і у спосіб, який «може призвести до збільшення росту та вірулентності». У 2017 році було виявлено, що бактерії більш стійкі до антибіотиків і процвітають у майже невагомості космосу. Було помічено, що мікроорганізми виживають у вакуумі космічного простору.

#### Хвороба руху

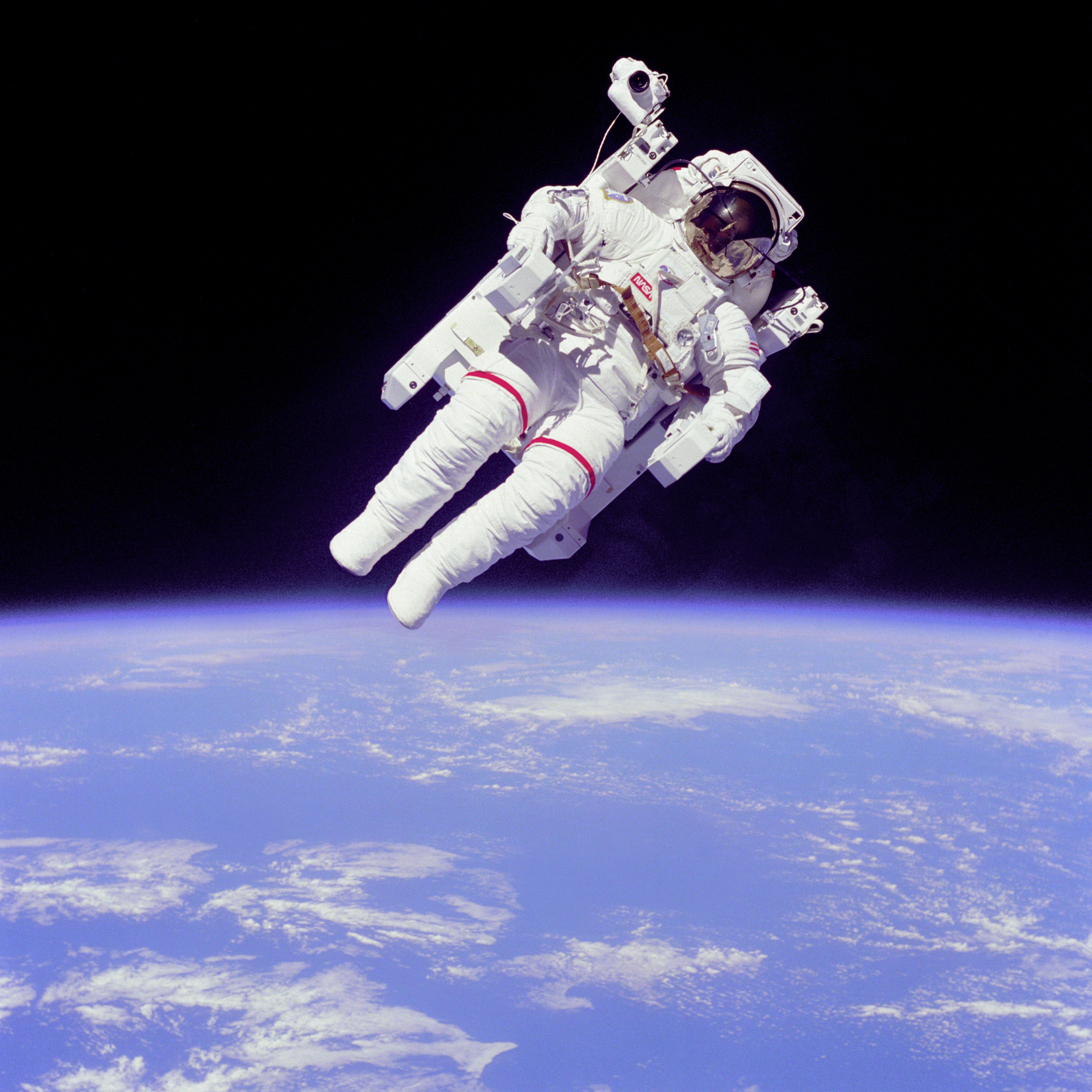
Брюс МакКендлесс II вільно плаває на орбіті з скафандром і пілотованим маневреним блоком.

Найпоширеніша проблема, з якою стикаються люди в перші години невагомості, відома як синдром космічної адаптації або SAS, який зазвичай називають космічною хворобою. Це пов’язано з хворобою руху і виникає, коли вестибулярний апарат адаптується до невагомості. Симптоми SAS включають нудоту та блювання, запаморочення, головні болі, млявість і загальне нездужання. Про перший випадок SAS повідомив космонавт Герман Тітов у 1961 році. Відтоді приблизно 45% усіх людей, які літали в космос, страждали від цього захворювання.

#### Погіршення стану кісток і м'язів

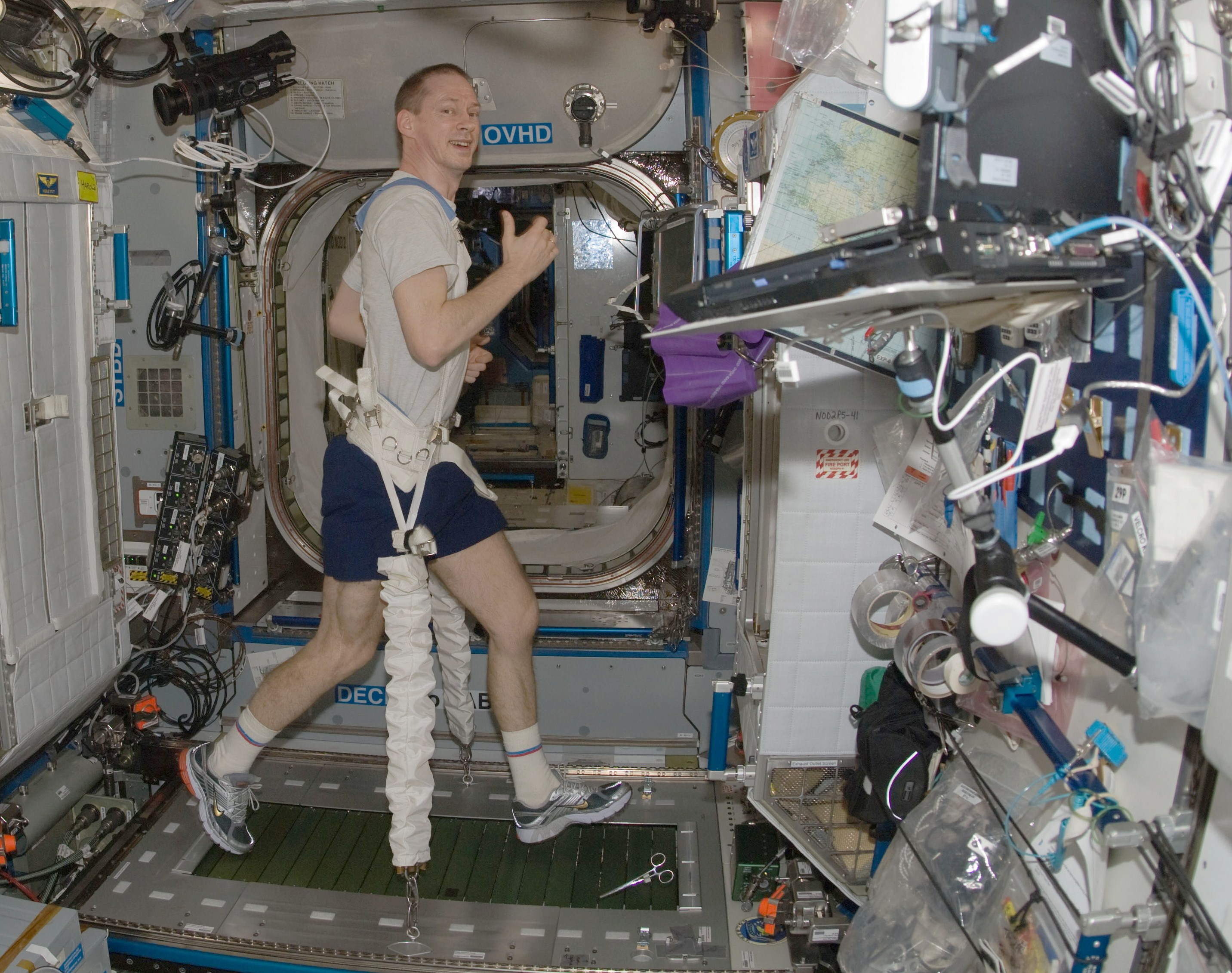
На борту Міжнародної космічної станції астронавт Френк Де Вінн прикріплений до COLBERT за допомогою банджі-шнурів

Основним ефектом тривалої невагомості є втрата кісткової та м’язової маси. Без впливу сили тяжіння скелетним м’язам більше не потрібно підтримувати поставу, а групи м’язів, які використовуються для пересування в невагомому середовищі, відрізняються від тих, які необхідні для наземного пересування. У невагомому середовищі астронавти майже не навантажують м’язи спини чи м’язи ніг, які використовуються для вставання. Потім ці м’язи починають слабшати і, зрештою, зменшуються. Як наслідок, деякі м’язи швидко атрофуються, і без регулярних вправ астронавти можуть втратити до 20% м’язової маси всього за 5-11 днів. Типи м'язових волокон, які виступають у м'язах, також змінюються. Повільно скорочувані витривалі волокна, які використовуються для підтримки постави, замінюються швидкими швидко скорочувальними волокнами, яких недостатньо для будь-якої важкої праці. Досягнення досліджень фізичних вправ, гормональних добавок і ліків можуть допомогти зберегти м’язову масу та масу тіла.
Також змінюється метаболізм кісток. У нормі кістка лежить у напрямку механічного впливу. Однак у середовищі мікрогравітації існує дуже невелика механічна напруга. Це призводить до втрати кісткової тканини приблизно 1,5% на місяць, особливо в нижніх хребцях, стегнах і стегнових кістках. Через мікрогравітацію та зменшення навантаження на кістки відбувається швидке збільшення втрати кісткової маси: від 3% втрати кортикальної кістки за десятиліття до приблизно 1% щомісяця, коли тіло піддається впливу мікрогравітації, для здорової дорослої людини. Швидка зміна щільності кісткової тканини є тривожною, робить кістки крихкими та призводить до симптомів, схожих на симптоми остеопорозу. На Землі кістки постійно руйнуються та відновлюються за допомогою добре збалансованої системи, яка включає сигналізацію остеобластів і остеокластів. Ці системи пов’язані між собою, так що щоразу, коли кістка руйнується, її місце займають новоутворені шари — у здорової дорослої людини жодна не повинна відбуватися без іншої. У космосі, однак, спостерігається збільшення активності остеокластів через мікрогравітацію. Це проблема, оскільки остеокласти розщеплюють кістки на мінерали, які знову засвоюються організмом. Остеобласти не взаємодіють послідовно з остеокластами, внаслідок чого кістка постійно зменшується без відновлення. Це збільшення активності остеокластів було помічено особливо в області тазу, оскільки це область, яка несе найбільше навантаження за наявності сили тяжіння. Дослідження показало, що у здорових мишей поява остеокластів зросла на 197%, що супроводжувалося пригніченням остеобластів і факторів росту, які, як відомо, допомагають у формуванні нової кістки, лише після шістнадцяти днів впливу мікрогравітації. Підвищений рівень кальцію в крові з втраченої кістки призводить до небезпечної кальцифікації м’яких тканин і можливого утворення каменів у нирках. Досі невідомо, чи кістка повністю відновлюється. На відміну від людей з остеопорозом, астронавти з часом відновлюють щільність кісток. Після 3–4-місячної подорожі в космос потрібно приблизно 2–3 роки, щоб відновити втрачену щільність кісток. Розробляються нові методи, які допоможуть астронавтам швидше одужувати. Дослідження дієти, фізичних вправ і ліків можуть потенційно сприяти процесу росту нової кістки.
Щоб запобігти деяким із цих несприятливих фізіологічних ефектів, ISS обладнано двома біговими доріжками (включно з COLBERT ) і aRED (передовий пристрій для тренувань із резистивним тренуванням), які дозволяють виконувати різноманітні вправи для підйому ваги, які додають м’язи, але не впливають на щільність кісток, і велотренажер; кожен астронавт витрачає щонайменше дві години на день, тренуючись на обладнанні. Астронавти використовують банджі-мотузки, щоб прив’язатися до бігової доріжки. Астронавти, які перебувають у тривалих періодах невагомості, носять штани з еластичними стрічками, прикріпленими між поясом і манжетами, щоб стиснути кістки ніг і зменшити остеопенію.
Наразі NASA використовує передові обчислювальні інструменти, щоб зрозуміти, як найкращим чином протидіяти атрофії кісток і м’язів, яку відчувають астронавти в умовах мікрогравітації протягом тривалих періодів часу. Елемент протидії здоров’ю людини програми досліджень людини (The Human Research Program's Human Health Countermeasures Element )замовив проект Digital Astronaut для дослідження цільових питань щодо режимів протидії тренуванням. NASA зосереджується на інтеграції моделі вдосконаленого пристрою для фізичних вправ ARED (Resistive Exercise Device), який зараз знаходиться на борту Міжнародної космічної станції, з моделями опорно-рухового апарату OpenSim  людей, які тренуються з пристроєм. Мета цієї роботи полягає в тому, щоб використовувати зворотну динаміку для оцінки моментів сили суглобів і м’язової сили в результаті використання ARED, і таким чином більш точно призначати режими вправ для астронавтів. Ці суглобові моменти сили та м’язові сили можуть бути використані в поєднанні з більш фундаментальним обчислювальним моделюванням ремоделювання кісток і адаптації м’язів, щоб більш повно змоделювати кінцеві ефекти таких контрзаходів і визначити, чи буде запропонований режим вправ достатнім для підтримки здоров’я опорно-рухового апарату астронавта.

#### Перерозподіл рідини

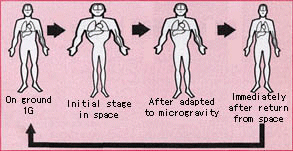
Вплив мікрогравітації на розподіл рідини навколо тіла (дуже перебільшений).

Система фізіологічного та серцево-судинного моніторингу Beckman у костюмах Gemini та Apollo надувала б і здувала манжети, щоб стимулювати приплив крові до нижніх кінцівок.

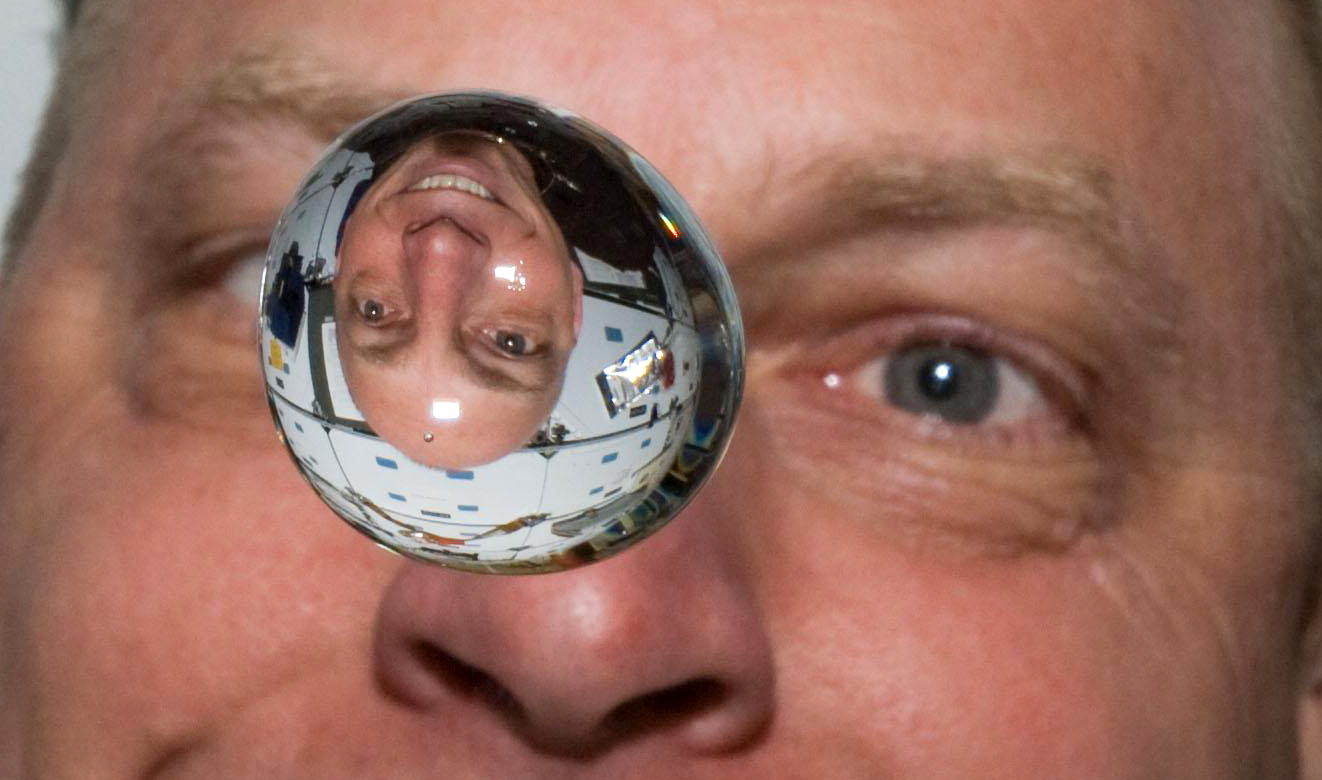
Астронавт Клейтон Андерсон спостерігає, як водяний міхур пливе перед ним на космічному човнику «Діскавері». Зчеплення води відіграє більшу роль у мікрогравітації, ніж на Землі

У космосі астронавти втрачають об’єм рідини, включаючи до 22% об’єму крові. Через те, що серце має менше крові для перекачування, воно атрофується. Ослаблене серце призводить до низького артеріального тиску та може спричинити проблему з «ортостатичною толерантністю», тобто здатністю організму надсилати достатню кількість кисню до мозку без того, щоб астронавт знепритомнів або запаморочився. «Під впливом земної гравітації кров та інші рідини організму притягуються до нижньої частини тіла. Коли під час дослідження космосу сила тяжіння припиняється або зменшується, кров збирається у верхній частині тіла, що призводить до набряку обличчя та інших небажаних захворювань. побічні ефекти. Після повернення на Землю кров знову починає накопичуватися в нижніх кінцівках, що призводить до ортостатичної гіпотензії».

#### Порушення почуттів

##### Бачення
У 2013 році NASA опублікувало дослідження, яке виявило зміни очей і зору мавп під час космічних польотів довше 6 місяців. Відмічені зміни включали сплощення очного яблука та зміни сітківки. Зір космічного мандрівника може розпливатися після тривалого перебування в космосі. Інший ефект відомий як візуальний феномен космічного випромінювання.
[a] NASA survey of 300 male and female astronauts, about 23 percent of short-flight and 49 percent of long-flight astronauts said they had experienced problems with both near and distance vision during their missions. Again, for some people vision problems persisted for years afterward.— NASA
Оскільки пил не може осідати в умовах невагомості, невеликі шматочки мертвої шкіри або металу можуть потрапити в очі, викликаючи подразнення та збільшуючи ризик інфікування.
Тривалі космічні польоти також можуть змінити рухи очей космічного мандрівника (зокрема, вестибуло-окулярний рефлекс) 

###### Внутрішньочерепний тиск
Оскільки невагомість збільшує кількість рідини у верхній частині тіла, астронавти відчувають підвищений внутрішньочерепний тиск. Здається, це збільшує тиск на задню частину очних яблук, впливаючи на їхню форму та злегка здавлюючи зоровий нерв. Цей ефект було помічено в 2012 році в дослідженні з використанням МРТ астронавтів, які повернулися на Землю після щонайменше одного місяця перебування в космосі. Такі проблеми із зором можуть викликати серйозне занепокоєння для майбутніх місій у глибокому космосі, включаючи місію з екіпажем на планету Марс.
Якщо причиною справді є підвищений внутрішньочерепний тиск, штучна гравітація може стати одним з рішень, (загалом, як і багатьох ризиків для здоров’я людини в космосі). Однак такі штучні гравітаційні системи ще мають бути доведені. Більше того, навіть зі складною штучною гравітацією може залишатися стан відносної мікрогравітації, ризики якої залишаються невідомими.

##### Смак
Одним із впливів невагомості на людей є те, що деякі астронавти повідомляють про зміну смакових відчуттів під час перебування в космосі. Деякі астронавти вважають, що їхня їжа м’яка, інші вважають, що їхні улюблені страви вже не такі смачні (тому, хто насолоджувався кавою, настільки не сподобався смак під час місії, що він перестав її пити після повернення на Землю); деякі астронавти із задоволенням їдять певну їжу, яку вони зазвичай не їдять, а деякі не відчувають жодних змін. Численні тести не виявили причину, і було запропоновано кілька теорій, включаючи погіршення якості їжі та психологічні зміни, такі як нудьга. Астронавти часто вибирають сильну на смак їжу, щоб боротися з втратою смаку.

#### Додаткові фізіологічні ефекти
Протягом одного місяця людський скелет повністю розтягується в невагомості, в результаті чого зріст збільшується на дюйм. Через два місяці загрубіла шкіра на нижній частині ніг линяє і відпадає через невикористання, залишаючи м’яку нову шкіру. Верхня частина стоп, навпаки, стає саднить та стає болісно чутливою, оскільки вона треться об поручні, за які ноги зачеплені для стабільності. Під час плачу сльози не можна лити, вони злипаються в клубок. В умовах мікрогравітації запахи швидко проникають у навколишнє середовище, і НАСА під час тесту виявило, що запах вершкового хересу викликає блювотний рефлекс. Різноманітні інші фізичні незручності, такі як біль у спині та животі, є поширеними через пристосування до сили тяжіння, коли в космосі гравітації не було, і ці м’язи могли вільно розтягуватися. Це може бути частиною синдрому астенізації, про який повідомляють космонавти, які жили в космосі протягом тривалого періоду часу, але який астронавти вважають випадковим. Втома, млявість і психосоматичні хвилювання також є частиною синдрому. Дані непереконливі; однак синдром дійсно існує як прояв внутрішнього та зовнішнього стресу, з яким повинні стикатися екіпажі в космосі.

## Психологічні ефекти

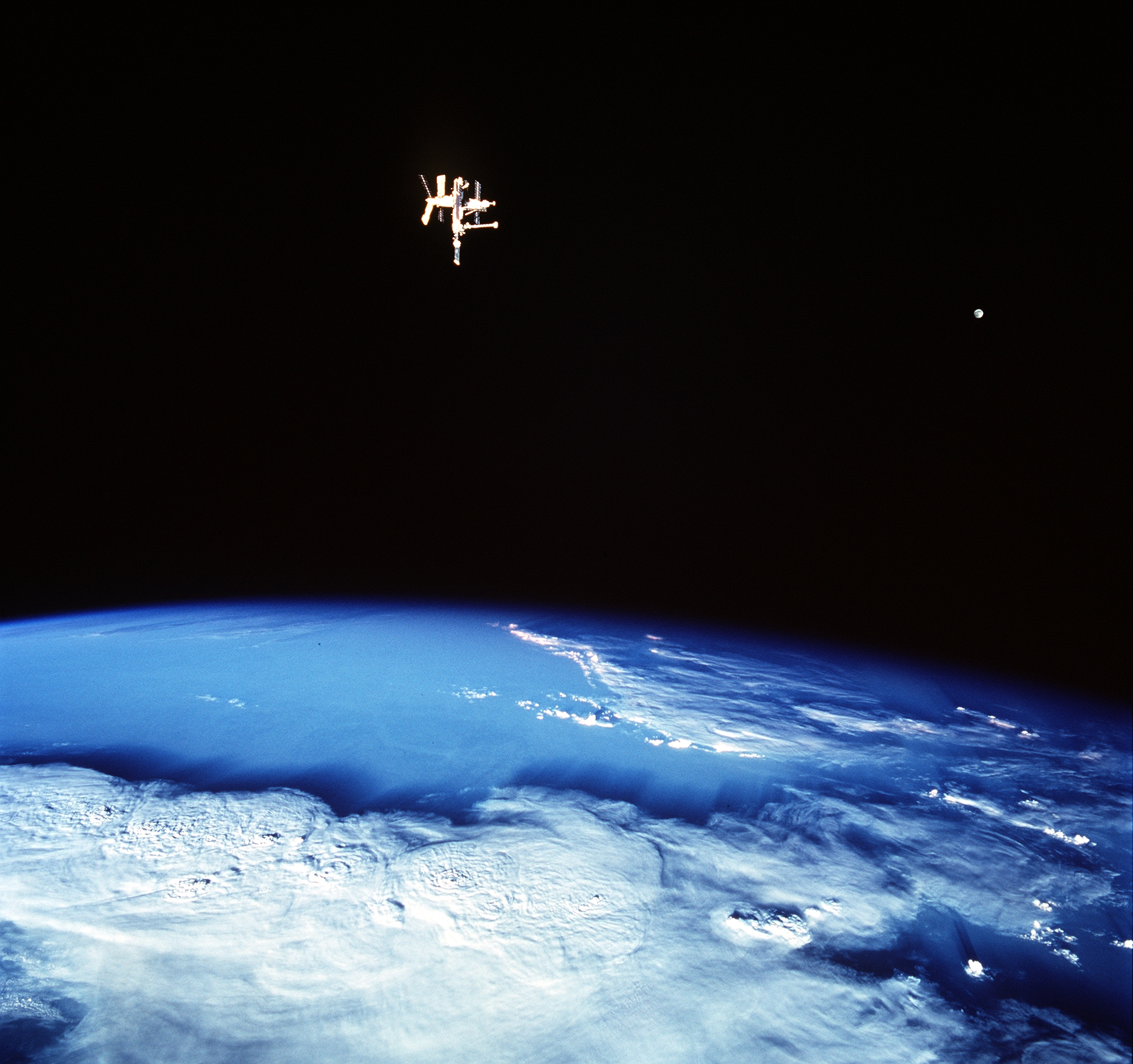
Дослідження російських космонавтів, наприклад на «Мирі», дають дані про віддалений вплив космосу на організм людини.

### Дослідження
Психологічні наслідки життя в космосі не були чітко проаналізовані, але аналогії на Землі існують, наприклад, арктичні дослідницькі станції та підводні човни. Величезне навантаження на екіпаж у поєднанні з адаптацією організму до інших змін навколишнього середовища може призвести до тривоги, безсоння та депресії.

### Стрес
Існують значні докази того, що психосоціальні стресори є одними з найважливіших перешкод для оптимального морального стану та продуктивності екіпажу. Космонавт Валерій Рюмін, двічі Герой Радянського Союзу, цитує цей уривок із «Довідника Гімена» О. Генрі у своїй автобіографічній книзі про місію «Салют-6»: «Якщо ви хочете спровокувати мистецтво ненавмисного вбивства, просто заткніть рот двом людям у каюті розміром вісімнадцять на двадцять футів протягом місяця. Людська природа цього не витримає».
Інтерес NASA до психологічного стресу, спричиненого космічними подорожами, який спершу вивчався на початку місій з екіпажем, відновився, коли астронавти приєдналися до космонавтів на російській космічній станції «Мир». Поширеними джерелами стресу в ранніх американських місіях були збереження високої продуктивності під час контролю публіки, а також ізоляція від однолітків і родини. На МКС останнє все ще часто є причиною стресу, наприклад, коли мати астронавта НАСА Деніела Тані загинула в автомобільній аварії, а Майкл Фінке був змушений пропустити народження своєї другої дитини.

### Сон
Обсяг і якість сну в космосі погані через дуже мінливі цикли світла і темряви в палубі польотів і погане освітлення вдень у космічному кораблі. Навіть звичка дивитися у вікно перед тим, як лягати спати, може надіслати в мозок неправильні повідомлення, що призведе до поганого сну. Ці порушення циркадного ритму глибоко впливають на нервово-поведінкові реакції екіпажу та посилюють психологічний стрес, який вони вже відчувають. Сон на МКС регулярно порушується через вимоги місії, такі як розклад прибуття або відльоту космічних апаратів. Рівні звуку на станції неминуче високі, оскільки атмосфера не здатна до термосифону. Вентилятори повинні постійно переробляти атмосферу, яка б застоювалася в середовищі вільного падіння (нульова гравітація). П'ятдесят відсотків астронавтів космічних човнів приймали снодійне і все одно щоночі спали в космосі на 2 години менше, ніж на землі. NASA досліджує дві сфери, які можуть стати ключем до кращого нічного сну, оскільки покращений сон зменшує втому та підвищує продуктивність удень. Різноманітні методи боротьби з цим явищем постійно обговорюються.

### Тривалість космічної подорожі
Дослідження найдовшого космічного польоту показало, що перші три тижні являють собою критичний період, коли увага страждає через потребу пристосуватися до екстремальних змін навколишнього середовища. У той час як три екіпажі Skylab залишалися в космосі 1, 2 і 3 місяці відповідно, довготривалі екіпажі Салюта 6, Салюта 7 і МКС залишаються приблизно 5-6 місяців, тоді як експедиції МІР часто тривали довше. Робоче середовище МКС включає додатковий стрес, спричинений життям і роботою в тісних умовах з людьми з дуже різних культур, які розмовляють різними мовами. На космічних станціях першого покоління були екіпажі, які розмовляли однією мовою, тоді як на станціях 2-го і 3-го поколінь є екіпажі багатьох культур, які розмовляли багатьма мовами. МКС є унікальною, оскільки відвідувачі не класифікуються автоматично в категорії «господар» або «гість», як попередні станції та космічні кораблі, і можуть не страждати від почуття ізоляції таким же чином.

## Майбутнє використання

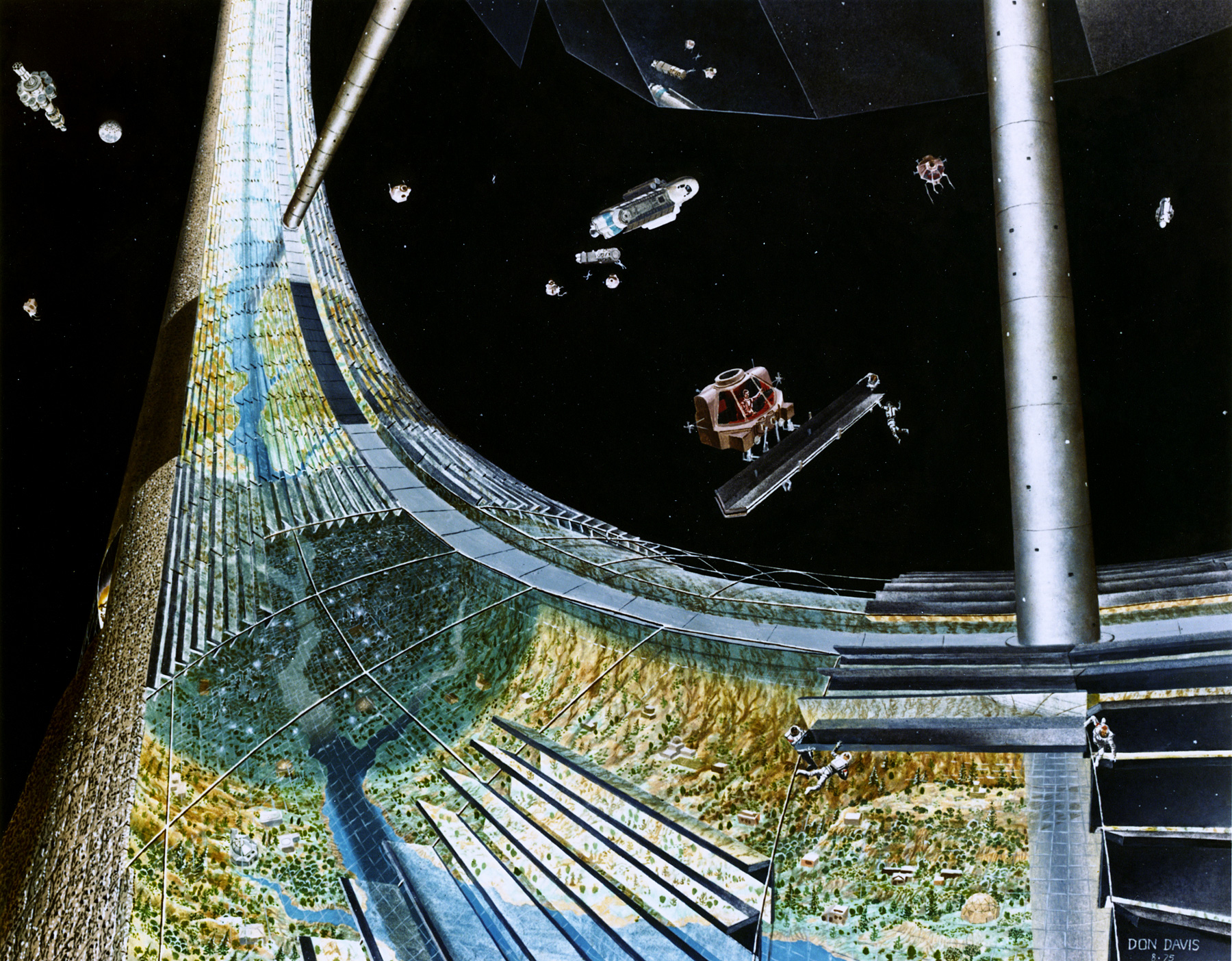
Зусилля з колонізації космосу повинні враховувати вплив космосу на організм людини.

Сума людського досвіду призвела до накопичення 58 сонячних років у космосі та набагато кращого розуміння того, як людське тіло адаптується. У майбутньому індустріалізація космосу та дослідження екзо- та ендопланет вимагатиме від людей тривалого перебування в космосі. Більшість поточних даних отримано від короткочасних місій, тому деякі довгострокові фізіологічні наслідки життя в космосі досі невідомі. За оцінками, подорож до Марса  туди й назад із використанням сучасних технологій займе щонайменше 18 місяців. Знання того, як людське тіло реагує на такі періоди часу в космосі, є важливою частиною підготовки до таких подорожей. Бортові медичні засоби повинні бути достатніми для подолання будь-якого типу травми чи екстреної ситуації, а також містити величезну різноманітність діагностичних та медичних інструментів, щоб підтримувати екіпаж здоровим протягом тривалого періоду часу, оскільки це буде єдиним засобом, наявним на борту космічного корабля, щоб впоратися не тільки з травмою, але й з адаптаційними реакціями людського тіла в космосі.
На даний момент лише люди, які пройшли суворі перевірки, випробували умови космосу. Якщо колись почнеться колонізація за межами світу, до цих небезпек буде схильно багато людей, а наслідки для наймолодших невідомі. 29 жовтня 1998 року Джон Гленн, один з оригінальних Mercury 7, повернувся в космос у віці 77 років. Його космічний політ, який тривав 9 днів, надав НАСА важливу інформацію про вплив космічних польотів на літніх людей. Важливими стануть такі фактори, як потреби в харчуванні та фізичне середовище, які досі не вивчалися. Загалом, даних про різноманітні наслідки життя в космосі мало, і це ускладнює спроби зменшити ризики під час тривалого перебування в космосі. Зараз для дослідження деяких із цих ризиків використовуються випробувальні макети, такі як МКС.
Навколишнє середовище в космосі все ще в основному невідоме, і, ймовірно, будуть існувати ще невідомі небезпеки. Тим часом майбутні технології, такі як штучна гравітація та більш складні біорегенеративні системи життєзабезпечення, можливо, колись зможуть зменшити деякі ризики.

## Подальше читання
- Звіт NASA: космічні подорожі «за своєю суттю небезпечні» для здоров'я людини. Леонард Девід. 2001 рік
- Космічна фізіологія та медицина. Видання третє. AE Nicogossian, CL Huntoon і SL Pool. Lea & Febiger, 1993.
- Л.-Ф. Чжан. Судинна адаптація до мікрогравітації: чого ми навчилися?. Журнал прикладної фізіології. 91(6) (стор. 2415—2430), 2001.
- Г. Кармелієт, Віко. L, Bouillon R. Критичні огляди експресії еукаріотичних генів. Том 11(1–3) (стор. 131—144), 2001.
- Штіф, Йорма Р.; Хатчінсон, Карен; Карлссон, Свен Г. і Харгенс, Алан Р. (листопад–грудень 2001 р.). «Депресія, стан настрою та біль у спині під час мікрогравітації, імітованої постільним режимом». Психосоматична медицина. 63 (6): 862–4.doi:10.1097/00006842-200111000-00002doi : 10.1097/00006842-200111000-00002
- Схильність до висотної декомпресійної хвороби, Макферсон, G; Авіація, космос і екологічна медицина, том 78, номер 6, червень 2007 р., стор. 630–631(2)

## Інтернет-ресурси
- Астронавт провів 12 місяців у космосі